# Rock Against Bush

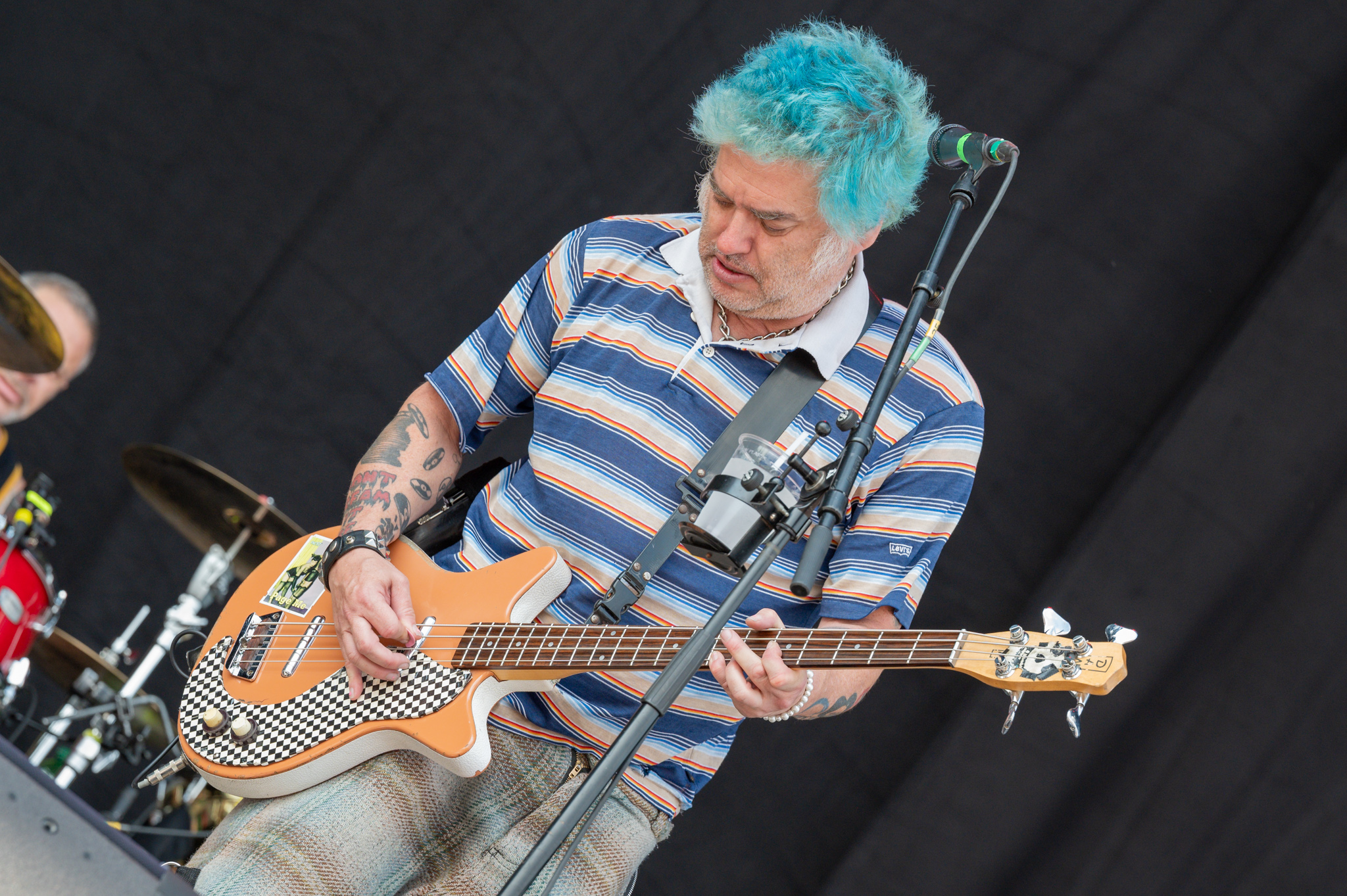
Fat Mike, l'organizzatore del movimento

Rock Against Bush è stato un progetto che ha mobilitato musicisti punk rock, rock alternativo e alternative metal contro la campagna per la rielezione presidenziale di George W. Bush nel 2004; alla base c'era l'idea di usare la musica per creare un sentimento a favore della pace, simile ai movimenti musicali della controcultura degli anni '1960 e '1970, come il Festival di Woodstock. successivamente, lo sforzo ispirò le band punk australiane a fondare i Rock Against Howard.

## Storia
La manifestazione venne ideata da Fat Mike, cantante della band NOFX e fondatore dell'etichetta Fat Wreck Chords, ispirato dalla campagna Rock Against Reagan dei primi anni '1980. L'evento includeva concerti dal vivo, una serie di compilation ed è associato al sito web Punkvoter. Il suo obiettivo era quello di incoraggiare le persone, in particolare i fan del rock, a registrarsi per opporsi al leader del Partito Repubblicano.
I proventi dell'album sono stati utilizzati per sostenere un tour di concerti del 2004 e una campagna di registrazione degli elettori. Lo sforzo non raggiunse il suo obiettivo, poiché George W. Bush, sebbene con scarto minore, vinse le elezioni. Gli album sono stati pubblicati dall'etichetta Fat Wreck Chords, che si concentra su artisti skate punk e pop punk, quindi la maggior parte delle canzoni sono di band a tema simile. Sono stati inclusi sia un CD che un DVD, quest'ultimo contenente documentari critici nei confronti di Bush, video musicali e commedie.
Particolare rilevanza ebbe l'esibizione degli Afghan Whigs, che suonarono, tra le altre, i brani Revolution e Blackbird dei Beatles, brani pacifisti, come omaggio alla band di Liverpool, la quale nel 1968 criticò apertamente l'inasprimento dei bombardamenti in Vietnam ordinati dall'allora presidente Richard Nixon. La scelta fu decisa dall'organizzatore logistico dell'evento, Terry Melcher, produttore dei Byrds e organizzatore dei tour degli stessi Beatles.
Dall'esperienza ne derivò un documentario, Rock Against Bush - The Movie, dedicato proprio alla band di Liverpool.

## Band partecipanti
Tra le band partecipanti, che suonarono ciascuna due o tre canzoni, vi furono:
- NOFX
- The Afghan Whigs
- Alkaline Trio
- Descendents
- Forbidden
- Soulfly
- Flogging Molly
- Dead Kennedys
- The Bottom Line
- The Epoxies
- Rx Bandits
- The Offspring
- Rise Against
- Penny Wise
- Dillinger Four
- Thought Riot
- Against Me!
- Green Day
- Sum 41
- Autopilot Off
- No Doubt
- Useless ID

## Conseguenze
l batterista dei Green Day, Tré Cool, ha detto che Rock Against Bush, Vol. 1 è "un CD davvero dannatamente buono" e che ci sono "alcune band più vecchie lì che stanno ancora andando forte e anche alcune band più giovani che sono davvero fresche ed eccitanti".
Rock Against Bush e Punkvoter sono stati oggetto di critiche su più fronti: i punk più radicali, anarchici, criticarono l'enfasi sulla politica elettorale, così come il tacito appoggio a John Kerry, che credevano non fosse molto migliore di George W. Bush. La band Propagandhi ha deciso di non partecipare quando Fat Mike ha chiesto di cambiare il testo di una canzone critica nei confronti di George Soros a cui desideravano contribuire.
Sono state stampate anche magliette, raffiguranti Fat Mike con il testo "Not My Political Advisor", come una parodia delle magliette "Not My President" che raffiguravano Bush, rilasciate da Fat Mike. Lo stesso Fat Mike ha dichiarato di aver trovato la cosa "piuttosto divertente".